# Puente Nacional
Puente Nacional là một đô thị thuộc bang Veracruz, México. Năm 2005, dân số của đô thị này là 20148 người.